# 紅身大眼鯛
紅身大眼鯛，為輻鰭魚綱鱸形目的其中一個種，分布於東南太平洋的復活節島海域，棲息深度約30公尺，體長可達27.5公分，棲息在岩石底質海域。